# Thai Lap Thanh
Thai Lap Thanh (vietnamien : Thái Lập Thành), né en 1897 et décédé en 1951, est un intellectuel, haut fonctionnaire de l'administration française, Gouverneur de province , puis Gouverneur du Sud Viêtnam et maire de Saigon, capitale de  l'État du Viêt-Nam .

## Biographie
S.E. Thai Lap Thanh naquit le 3 janvier 1897 en Cochinchine à Cholon, quartier de Saigon, dans une riche famille bouddhiste et de propriétaires terriens.
En qualité de gouverneur de la province de Gocong (đốc phủ sứ) , il administra et pacifia la région avec l'aide des forces franco-vientnamiennes. Il y reçut le 15 février 1946  le Commissaire de la République Française, M.Cédile, qui constata la reprise d'une activité normale après le retrait japonais et d'unités rebelles vietminh.
Le 7 février 1949, en qualité de directeur de cabinet du président du gouvernement du Sud-Viêtnam, Tran Van Huu, il s'est rendu en France. Le directeur Thai Lap Thanh et le Président Tran Van Huu rencontrèrent d'abord le Ministre des affaires étrangères au Quai d'Orsay. Ils se sont rendu ensuite à Cannes pour s'entretenir avec l'ex-empereur du Viêtnam Bao-Dai du nouveau statut du Sud-Viêtnam au sein du futur Viêtnam unifié.
Il devint  gouverneur du Sud Viêtnam (anciennement Cochinchine), membre de l'État du Viêt-Nam, état associé à l'Union française et à la Fédération indochinoise.

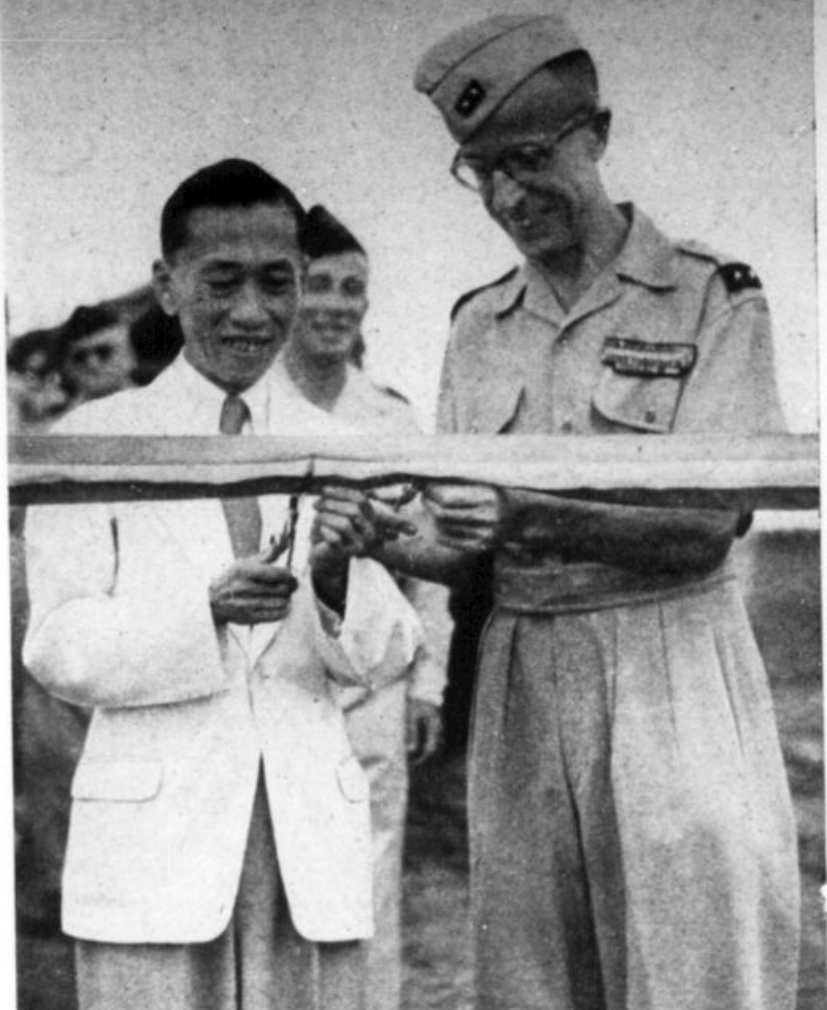
Le 21 juin 1951, S.E. Thai Lap Thanh, Gouverneur du Sud Viêtnam, et le Général Chanson inaugurèrent à Thu-Thiem la route Than Lap - Go Cong. Ils coupèrent le ruban symbolique: la route Thanh Lap - Go Cong était ouverte.

Le 31 juillet 1951, il est assassiné avec le général Charles Chanson lors d'un attentat terroriste suicide commis par un sicaire caodaiste sur ordre de Trinh Minh Thé, à Sadec à 130 km au sud-ouest de Saigon. Le gouverneur Thai Lap Thanh et le général Chanson  étaient en tournée d'inspection dans ce chef-lieu de province. La Delage D8 décapotable, les conduisant à la réception solennelle ralentit en arrivant sur l'esplanade de l'hôtel de ville. À 9h35, les portières s'ouvrirent au son du clairon et un détachement présenta les armes. S.E. Thai Lap Thanh et le général Chanson descendirent de voiture. Le terroriste, habillé en uniforme militaire kaki, réussit à franchir le cordon de police sans être inquiété. Il se précipita sur le véhicule, porta ses mains aux poches de son pantalon, actionna huit grenades enveloppées d'une charge plastic et se fit sauter avec eux. Le gouverneur Thai Lap Thanh, à l'avant du véhicule, se dressa et tomba. Il est décédé à la suite de ses hémorragies sur place après avoir murmuré "je me sens mal". Quatre autres officiers supérieurs du corps expéditionnaire, dont le colonel de Verthamon, furent aussi blessés lors de cette explosion. La musique militaire a continué à jouer après l'attentat et la garde d'honneur est restée au garde à vous.

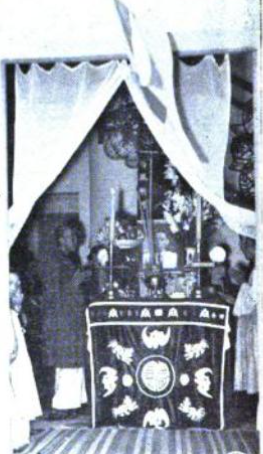
Cérémonie bouddhiste pour le repos de l'âme de S.E. Thai Lap Thanh, Gouverneur du Sud Viêtnam à Saigon le 2 aôut 1951

Leurs corps furent transportés par avion et exposés à l'Hôtel de Ville de Saigon avant les funérailles nationales. Le 2 aout 1951, un hommage national leur a été rendu lors de funérailles nationales à Saigon en présence du Président Tran Van Hu, des membres du gouvernement viêtnamien et du général Salan. Les troupes françaises et vietnamiennes ont défilé devant les deux cercueils exposés place de la Cathédrale à Saigon. Les deux cercueils placés sur le plateau de camion chargé de fleurs ont été ensuite conduits au cimetière central de Saigon.
Cet évènement est considéré comme le premier attentat suicide de l'ère moderne. Le jeune auteur  de l'attentat, âgé de 25 ans et nommé N'gu a été tué sur le coup par l'explosion. Contrairement aux premiers soupçons, il n'était pas Viêtminh mais un membre du mouvement ultranationaliste : Thanh Nien Bao Quoc (Groupement de la Jeunesse pour la Défense de la Patrie). Il avait été arrêté trois mois auparavantpar les partisans Hao Hao, ralliés au pouvoir français et fidèles de l'ex-empereur Bao Dai puis relâché faute de preuves.

### Études
Thai Lap Thanh étudie au Collège de My Tho et au Lycée Chasseloup-Laubat à Saigon pour y obtenir son baccalauréat. Il obtient son diplôme de l'École Nationale d'Administration

### Carrière
- 27 décembre 1928 : grade de Huyen de 1re classe au cabinet du Bureau du Gouverneur de Cochinchine
- 10 janvier 1934 : nommé Phu de 3e classe[5] en service au Bureau des Affaires Politiques à Gocong par arrêté du Gouverneur de la Cochinchine
- 24 décembre 1935 : nommé Phu de 3e classe[6] à Chaudoc par arrêté du Gouverneur de la Cochinchine
- 27 juin 1941 : nommé Doc-phu-su du Gouvernement[7] Gouverneur de Province de Bacliêu, Chef du 1er Bureau du Gouvernement local
- 1943 : nommé haut fonctionnaire au Palais du Gouverneur de Cochinchine
- 30 mai 1945 : nommé Doc Phu de classe exceptionnelle des Bureaux du Gouvernement et provinces de la Cochinchine, Directeur des Bureaux du Gouvernement de la Cochinchine, Chef du 1er Bureau local à Saigon[8],
- 21 janvier 1946 : nommé Doc phu su, Gouverneur[9] de la province de Gocong
- janvier 1949 : nommé Directeur de cabinet[10] du Chef du gouvernement de l'État Viêt-Nam et Premier Ministre Tran Van Huu, Maire de Saigon
- février 1951 : nommé Gouverneur du Sud Viêt-Nam
- 2 aout 1951 : funérailles nationales

Activités bénévoles :
- 1926 : membre du Comité d'Administration de l'Amicale du Personnel indigène des bureaux du Gouvernement et des Provinces[11]
- 1926 : membre du comité administratif et secrétaire générale de la société sportive de "L'Étoile de Giadinh" , plus ancien club de football du Viêtnam créé en 1910 et situé à Saigon[12]
- 6 mars 1927 : élu Secrétaire-adjoint de la Société d'Enseignement Mutuel de Cochinchine[13]
- 16 juin 1951 : préside la cérémonie de baptême de 5e promotion de l'École des Cadres des Forces Supplétives de Bienhoa en compagnie du Général Chanson[14]

## Décorations
- 14 juillet 1939: décoré de l'ordre du mérite de l'Empire du Viêtnam du Kim-Khanh de 3e classe[15] lors du règne de Bao Dai
- 2 aout 1951: promu à titre posthume au grade de Commandeur de l'Ordre national du Viêt Nam
- 2 aout 1951: promu Croix de guerre du gouvernement français
- 27 novembre 1951: promu au grade d'Officier de la Légion d'Honneur[16]

## Postérité
- En 1955, une rue de Saigon porte le nom de "rue du Gouverneur Thai Lap Thanh" (depuis 1975 rue Dong Du)
- Une rue de Giah Dinh porte le nom de "rue du Gouverneur Thai Lap Thanh" (depuis 1975 rue Phan Xich Long)
- Une rue de Bac Lieu porte le nom de "rue du Gouverneur Thai Lap Thanh" (depuis 1975 rue Dien Bien Phu )
- Une rue de  Gocong porte le nom de "rue du Gouverneur Thai Lap Thanh"
- Une école primaire Thai Lap Thanh à Gocong
- Une promotion de l'École des Cadres de Bien Hoa a été baptisée "promotion Gouverneur Thai Lap Thanh - Général Chanson"

### Ouvrages
- Madeleine et Antoine Jay, Notre Indochine: 1936-1947, Charenton, Charenton, 1995, 315 p. (lire en ligne)
- Marcel Menoux, Le Dos du Tigre, Del Duca, 1959 (lire en ligne)
- Georges Spillmann, Souvenirs d'un Colonialiste, Paris, Paris, 1968
- Alain Guérin, Les Gens de la C.I.A., Paris, Editions sociales, 1980